# 西垣正信
西垣 正信（にしがき まさのぶ）は、日本のギタリスト・リュート奏者・編曲家。
京都府出身。

## 人物・来歴
京都に生まれる。1971年、フランス国立ニース音楽院にてアンリ・ドリニに師事し、同音楽院を審査員全員一致の特別表彰を得て首席で卒業。翌1972年にニース市音楽大賞を受賞後、ヨーロッパ各国をはじめ、イギリスや東欧、アジアでのリサイタルやマスタークラスに招聘される。国内では現代音楽で多くの新作初演をつとめ、室内楽でも世界的フルート奏者マクサンス・ラリューをはじめ著名な音楽家との共演を多数行う。
2000年にイギリス・フランス各地で「バッハ没後250年記念リュート組曲全曲コンサート」に招聘。2002年にはイギリスヨークカレッジの委嘱により「新古今和歌集によるモノドラマ」を作曲し、イギリス国立古楽センターで初演。以降、ソリストとしてサラ城音楽祭（スイス）、「オマージュ・ア・ニシガキ」コンサートシリーズ（チリ・フランス）、ニース音楽院100周年記念演奏（フランス）、世界遺産登録サント・マドレーヌ大聖堂リサイタル（フランス）などヨーロッパ公演に数多く招聘される。
著作には「小組曲」(ロンドンユナイテッド社刊)、バッハ「ゴールドベルグ変奏曲」、シューベルト「冬の旅」の声楽ギター版とギターソロ版、「アルペジオーネソナタ」が現代ギターより上梓され、いずれもギター譜として国内外問わず著名な出版となる。
CDには「バッハ・リュート組曲全曲」、「バロック愛奏曲集」、ドビュッシー作曲「喜びの島」やラヴェル作曲「ボレロ」を含むフランス曲集「ドビュッシー＆ラヴェル」、ベルリオーズ作曲「幻想交響曲」やベートーヴェン作品を含む「La guitare Romantique」、2020年にはドメニコ・スカルラッティが遺した555曲のソナタから14曲を厳選し自ら編曲した楽譜とCD「ドメニコ・スカルラッティ 14のソナタ」、2021年にはガーシュウィン作曲「ラプソディー・イン・ブルー」とファリャ作曲の7つの舞曲を含む「PULSE 脈動」がリリースされている。
1988年よりスペイン政府主催マリアカナルス音楽コンクール審査員を務める。国内でも高校や大学で才能ある若い音楽家たちの育成に尽力し、これまでに国内外で活躍する音楽家を多数輩出。楽器は1830年製のコッフ（フランス）とパノルモ（イタリア）を使用。

## ディスコグラフィ

### アルバム
- 「バッハ リュート組曲」（FMC-5044)
- 「バロック愛奏曲集」（FMC-5047)
- 「スペイン近代音楽集 サン・ジャック教会コンサート」(FMC-5078)
- 「シューベルト アルペジョーネ・ソナタ」(LPC-1001)
- 「フランス曲集 ドビュッシー ラヴェル」※「ボレロ」「喜びの島」収録 (LPC-1003)
- 「ギターロマンティック」※「幻想交響曲」収録 (SNR-1010)
- 「ドメニコ・スカルラッティ ギターのための14のソナタ」（SNR-1011）
- 「PULSE 脈動」（SNR-1012）

### 楽譜
- 「小曲集」(ロンドンユナイテッド社)
- 「バッハ ギター二重奏のためのゴールドベルク変奏曲」(現代ギター)
- 「シューベルト 冬の旅」(現代ギター)
- 「シューベルト 旋律楽器のためのアルペジョーネ・ソナタ」(現代ギター)
- 「シューベルト ギターソロのためのアルペジョーネ・ソナタ」(現代ギター)
- 「ラヴェル ボレロ」(Les Pois music office)
- 「ドメニコ・スカルラッティ ギターのための15のソナタ）」（SONORITE）